# Bondo (Grisons)
Pour les articles homonymes, voir Bondo.
Bondo (romanche : ) est une localité et une ancienne commune suisse du canton des Grisons. 

## Histoire
Le 1er janvier 2010, elle a fusionné avec les autres communes du Val Bregaglia pour former la commune de Bregaglia. Son ancien numéro OFS est le 3771.

### Laves torrentielles des 23 et 25 août 2017

Photo de 1954 : à droite de l'image se trouve le Piz Cengalo, à gauche, le village de Bondo implanté sur le cône de déjection du torrent Bundäsca.

Le mercredi 23 août 2017 vers 9 h 30, une masse rocheuse d’environ quatre millions de mètres cubes s’est détachée de la paroi nord du Pizzo Cengalo. S'ensuivirent plusieurs laves torrentielles, formées de boues, roches et glaces, qui ont touché Bondo. Cet écroulement suit d'autres événements importants ayant eu lieu en 2011, 2012, 2016 et le 21 août 2017. Un événement de plus grande ampleur était attendu par les autorités et dès le 14 août des sentiers de randonnée ont été classés « dangereux » et des panneaux ont été installés.
Grâce à un système d'alerte automatique installé à la suite de l'écroulement de 2011, une centaine d'habitants du village ont pu être évacués, certains par hélicoptère. Douze bâtiments ont été endommagés ou détruits dont cinq dans le village de Bondo. Huit randonneurs ont été portés disparus après d'actives recherches menées du 23 au 26 août. Le nouvel écroulement du vendredi 25 août vers 16 h 30 avait provoqué une nouvelle évacuation du village. La région reste sous surveillance.

## Monuments
Le noyau historique est reconnu comme bien culturel suisse d'importance nationale comprenant notamment : « Palazzo Salis » avec jardin, le noyau historique de Promontogno et les vieux ponts, l'église « r. Nostra Donna » avec la tour et environs. Le château de Castelmur se situe au nord-est du village.

## Personnalités liées à la localité
(liste non exhaustive)
- Willy Guggenheim (1900-1977) dit aussi Varlin, artiste peintre né à Zurich et décédé dans la commune